# Louis Tomlinson World Tour
Die Louis Tomlinson World Tour war die erste Konzerttournee des englischen Sängers Louis Tomlinson. Die Tournee promotet sein erstes Solo-Studioalbum Walls (2020). Sie begann am 9. März 2020 in Barcelona, musste allerdings wegen der COVID-19-Pandemie bereits nach zwei Konzerten unterbrochen werden. Am 1. Februar 2022 wurde die Tournee in Dallas fortgesetzt und endete am 3. September in Mailand.

## Hintergrund und Entwicklung
Am 23. Oktober 2019 kündigte Tomlinson seine erste Solo-Konzerttournee zur Unterstützung seines Debütalbums Walls (2020) an.
Am 27. Februar 2020 kündigte Tomlinson Only The Poets als Vorband an.
Im März 2020 wurde wegen der COVID-19-Pandemie das Konzert in Mailand vom 11. März 2020 abgesagt und die restlichen Termine aus dem März auf August und September 2020 verschoben.
Im April 2020 wurden die restlichen Europa Konzerte verschoben und im Mai die Konzerte für Nordamerika.
Wegen der COVID-19-Pandemie kündigte Tomlinson im Juli 2020 an, dass die restliche Tournee auf 2021 verschoben wird.
Am 15. Dezember 2020 wurden die Konzerte für das Vereinigte Königreich und Europa auf August und September 2022 verschoben, sowie neue Termine für Reykjavik, Oslo, Warschau, Prag, Wien, Zürich und Paris angekündigt.

## Tourdaten
| Datum         | Stadt     | Land    | Veranstaltungsort | Vorband        |
| ------------- | --------- | ------- | ----------------- | -------------- |
| 9. März 2020  | Barcelona | Spanien | Razzmatazz        | Only The Poets |
| 10. März 2020 | Madrid    | Spanien | La Riviera        | Only The Poets |

| Datum            | Stadt           | Land   | Veranstaltungsort            | Vorband  |
| ---------------- | --------------- | ------ | ---------------------------- | -------- |
| 1. Februar 2022  | Dallas          | USA    | South Side Ballroom          | Sun Room |
| 2. Februar 2022  | Austin          | USA    | Moody Theater                | Sun Room |
| 3. Februar 2022  | Houston         | USA    | Bayou Music Center           | Sun Room |
| 5. Februar 2022  | St. Louis       | USA    | The Pageant                  | Sun Room |
| 7. Februar 2022  | Atlanta         | USA    | Coca-Cola Roxy               | Sun Room |
| 8. Februar 2022  | Nashville       | USA    | Ryman Auditorium             | Sun Room |
| 10. Februar 2022 | Washington D.C. | USA    | The Anthem                   | Sun Room |
| 11. Februar 2022 | New York City   | USA    | Hammerstein Ballroom         | Sun Room |
| 12. Februar 2022 | New York City   | USA    | Hammerstein Ballroom         | Sun Room |
| 14. Februar 2022 | Pittsburgh      | USA    | Stage AE                     | Sun Room |
| 15. Februar 2022 | Philadelphia    | USA    | The Met                      | Sun Room |
| 17. Februar 2022 | Boston          | USA    | House of Blues               | Sun Room |
| 19. Februar 2022 | Cincinnati      | USA    | Andrew J. Brady Music Center | Sun Room |
| 20. Februar 2022 | Detroit         | USA    | The Fillmore Detroit         | Sun Room |
| 21. Februar 2022 | Indianapolis    | USA    | Murat Theatre                | Sun Room |
| 23. Februar 2022 | Chicago         | USA    | Chicago Theatre              | Sun Room |
| 24. Februar 2022 | Minneapolis     | USA    | The Fillmore Minneapolis     | Sun Room |
| 26. Februar 2022 | Kansas City     | USA    | Uptown Theatre               | Sun Room |
| 28. Februar 2022 | Denver          | USA    | Fillmore Auditorium          | Sun Room |
| 1. März 2022     | Orem            | USA    | UCCU Center                  | Sun Room |
| 3. März 2022     | Seattle         | USA    | Paramount Theatre            | Sun Room |
| 4. März 2022     | Portland        | USA    | Roseland Theater             | Sun Room |
| 6. März 2022     | Vancouver       | Kanada | Orpheum Theatre              | Sun Room |
| 7. März 2022     | Portland        | USA    | Roseland Theater             | Sun Room |
| 10. März 2022    | Oakland         | USA    | Fox Theatre                  | Sun Room |
| 12. März 2022    | Inglewood       | USA    | YouTube Theater              | Sun Room |
| 13. März 2022    | Inglewood       | USA    | YouTube Theater              | Sun Room |

| Datum          | Stadt      | Land        | Veranstaltungsort    | Vorband                      |
| -------------- | ---------- | ----------- | -------------------- | ---------------------------- |
| 23. März 2022  | Reykjavik  | Island      | Valsheimilið         | Only The Poets               |
| 25. März 2022  | Stockholm  | Schweden    | Fryshuset            | Only The Poets               |
| 27. März 2022  | Oslo       | Norwegen    | Oslo Spektrum        | Only The Poets               |
| 28. März 2022  | Kopenhagen | Dänemark    | Forum Black Boy      | Only The Poets               |
| 30. März 2022  | Berlin     | Deutschland | Columbiahalle        | Only The Poets               |
| 31. März 2022  | Prag       | Tschechien  | Forum Karlín         | Only The Poets               |
| 2. April 2022  | Amsterdam  | Niederlande | AFAS Live            | Only The Poets               |
| 3. April 2022  | Köln       | Deutschland | Palladium            | Only The Poets               |
| 5. April 2022  | Paris      | Frankreich  | L’Olympia            | Only The Poets               |
| 6. April 2022  | Paris      | Frankreich  | L’Olympia            | Only The Poets               |
| 9. April 2022  | Zürich     | Schweiz     | Halle 622            | Only The Poets               |
| 10. April 2022 | Mailand    | Italien     | Mediolanum Forum     | Only The Poets               |
| 11. April 2022 | Wien       | Österreich  | Gasometer            | Only The Poets               |
| 13. April 2022 | Łódź       | Polen       | Atlas Arena          | Only The Poets               |
| 14. April 2022 | Posen      | Polen       | MTP5                 | Only The Poets               |
| 16. April 2022 | Antwerp    | Belgien     | Lotto Arena          | Only The Poets               |
| 18. April 2022 | Glasgow    | Schottland  | O2 Academy Glasgow   | Only The Poets               |
| 19. April 2022 | Manchester | England     | O2 Apollo Manchester | Only The Poets               |
| 20. April 2022 | Manchester | England     | O2 Apollo Manchester | Only The Poets               |
| 22. April 2022 | London     | England     | The OVO Arena        | Only The Poets               |
| 23. April 2022 | Doncaster  | England     | The Dome             | The Outcharms Only The Poets |

| Datum         | Stadt             | Land        | Veranstaltungsort     | Vorband                |
| ------------- | ----------------- | ----------- | --------------------- | ---------------------- |
| 15. Mai 2022  | Santiago de Chile | Chile       | Movistar Arena        | Sun Room Marineros     |
| 16. Mai 2022  | Santiago de Chile | Chile       | Movistar Arena        | Sun Room Marineros     |
| 17. Mai 2022  | Santiago de Chile | Chile       | Movistar Arena        | Sun Room Marineros     |
| 19. Mai 2022  | Asunción          | Paraguay    | SND Arena             | Ivan Zavala Sun Room   |
| 21. Mai 2022  | Buenos Aires      | Argentinien | Movistar Arena        | Paz Carrara Sun Room   |
| 22. Mai 2022  | Buenos Aires      | Argentinien | Movistar Arena        | Paz Carrara Sun Room   |
| 24. Mai 2022  | Montevideo        | Uruguay     | Antel Arena           | Nano Montyear Sun Room |
| 27. Mai 2022  | Rio de Janeiro    | Brasilien   | Jeunesse Arena        | Sun Room               |
| 28. Mai 2022  | Sao Paulo         | Brasilien   | Espaço Unimed         | Sun Room               |
| 29. Mai 2022  | Sao Paulo         | Brasilien   | Espaço Unimed         | Sun Room               |
| 1. Juni 2022  | Lima              | Peru        | Arena Peru            | Sun Room               |
| 3. Juni 2022  | Bogotá            | Kolumbien   | Movistar Arena        | Sun Room               |
| 5. Juni 2022  | Alajuela          | Costa Rica  | Parque Viva           | Capmany Sun Room       |
| 8. Juni 2022  | San Juan          | Puerto Rico | Coca-Cola Music Hall  | Mean Grey Cat Sun Room |
| 11. Juni 2022 | Monterrey         | Mexiko      | Auditorio Citibanamex | The Snuts Sun Room     |
| 12. Juni 2022 | Guadalajara       | Mexiko      | Auditorio Telmex      | The Snuts Sun Room     |
| 14. Juni 2022 | Mexiko-Stadt      | Mexiko      | Pepsi Center          | The Snuts Sun Room     |
| 15. Juni 2022 | Mexiko-Stadt      | Mexiko      | Pepsi Center          | The Snuts Sun Room     |
| 17. Juni 2022 | Mexiko-Stadt      | Mexiko      | Pepsi Center          | Sun Room               |

| Datum         | Stadt    | Land                         | Veranstaltungsort     | Vorband      |
| ------------- | -------- | ---------------------------- | --------------------- | ------------ |
| 30. Juni 2022 | Istanbul | Türkei                       | Kucukciftlik Park     |              |
| 2. Juli 2022  | Dubai    | Vereinigte Arabische Emirate | Coca-Cola Arena       | Greg Pearson |
| 14. Juli 2022 | Jakarta  | Indonesien                   | Tennis Indoor Senayan |              |
| 16. Juli 2022 | Manila   | Philippinen                  | Araneta Coliseum      |              |

| Datum         | Stadt     | Land       | Veranstaltungsort    | Vorband        |
| ------------- | --------- | ---------- | -------------------- | -------------- |
| 19. Juli 2022 | Brisbane  | Australien | Fortitude Hall       | Pacific Avenue |
| 20. Juli 2022 | Brisbane  | Australien | Fortitude Hall       | Pacific Avenue |
| 22. Juli 2022 | Sydney    | Australien | Hordern Pavilion     | Pacific Avenue |
| 23. Juli 2022 | Sydney    | Australien | Hordern Pavilion     | Pacific Avenue |
| 25. Juli 2022 | Melbourne | Australien | Margaret Court Arena | Pacific Avenue |
| 26. Juli 2022 | Melbourne | Australien | Margaret Court Arena | Pacific Avenue |
| 29. Juli 2022 | Perth     | Australien | HBF Stadium          | Pacific Avenue |

| Datum             | Stadt    | Land    | Veranstaltungsort       | Vorband |
| ----------------- | -------- | ------- | ----------------------- | ------- |
| 30. August 2022   | Rom      | Italien | Cavea Auditorium        |         |
| 1. September 2022 | Taormina | Italien | Teatro Antico           |         |
| 3. September 2022 | Mailand  | Italien | Ippodromo Snai San Siro |         |

Siehe:

## Songliste
Die nachfolgende Songliste entspricht der Show vom 17. Juni 2022 in Mexiko-Stadt und ist nicht repräsentativ für die restlichen Konzerte der Tournee.
1. „We Made It“
2. „Drag Me Down“ (One Direction cover)
3. „Don't Let It Break Your Heart“
4. „Two of Us“
5. „Always You“
6. „Change“
7. „7“ (Catfish and the Bottlemen cover)
8. „Fearless“
9. „Only the Brave“
10. „Habit“
11. „Copy of a Copy of a Copy“
12. „Defenceless“
13. „Beautiful War“ (Kings of Leon cover)
14. „Little Black Dress“ (One Direction cover)
15. „Walls“

Zugabe
1. „Through The Dark“ (One Direction cover)
2. „Kill My Mind“